# Noord (Bahrein)
Het gouvernement Noord (Arabisch: ash-Shamaliyah) is een gouvernement in Bahrein met 166.821 inwoners.
Het gouvernement heeft in 2002 de volgende gemeenten vervangen:
- Al Mintaqah al Gharbiyah
- Al Mintaqah al Wusta
- Al Mintaqah al Shamaliyah
- Jidd Haffs
- Madinat Hamad